# Milo Huempfner

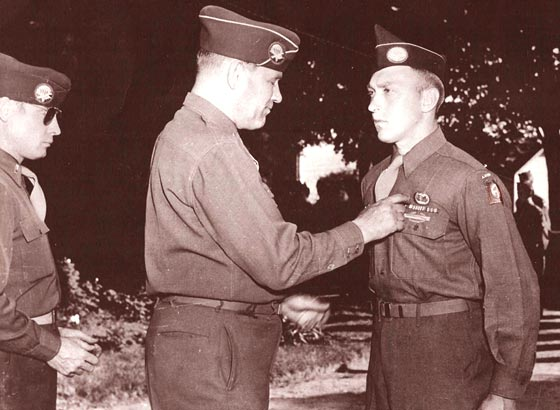
Milo Huempfner bij zijn decoratie

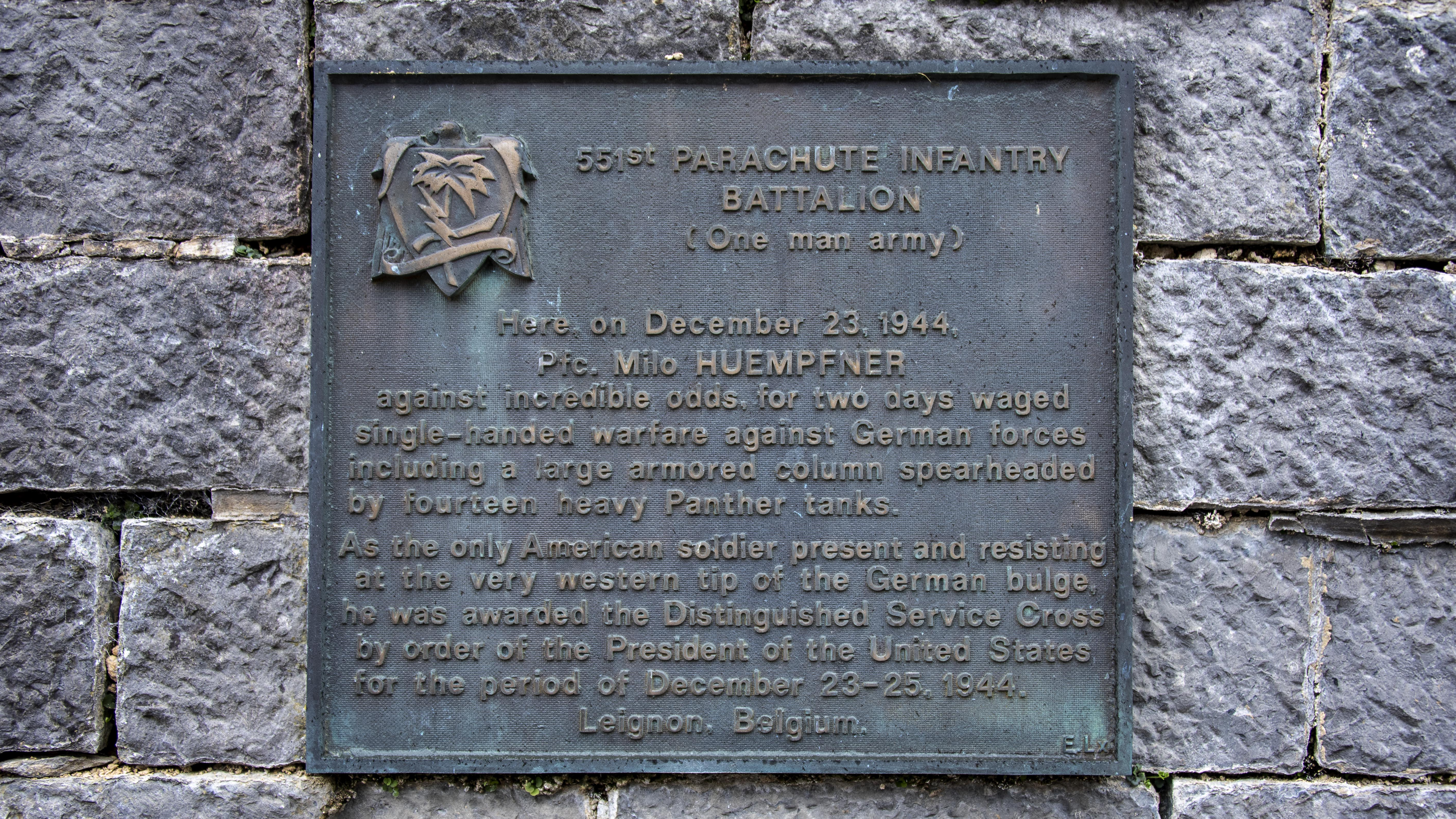
Gedenkplaat aan de muur van de kerk van Leignon voor Milo Huempfner

Milo Huempfner (Green Bay, 9 mei 1918 - aldaar, 21 oktober 1985) was een soldaat (Pfc: private first class) in het Amerikaans leger tijdens de Tweede Wereldoorlog. Hij was lid van het 551st Parachute Infantry Battalion, deel van de 82d Airborne Division, in actie tegen de 2. SS-Panzer-Division Das Reich op 23, 24 en 25 december 1944, in België. 
Om zijn acties in de plaats Leignon tijdens de slag om de Ardennen verleende de Amerikaanse president hem een Distinguished Service Cross.

## Huempfner in Leignon
Na operatie Overlord nam soldaat Milo Huempfner deel aan andere operaties in Frankrijk (september-november 1944). Na het offensief van Von Rundstedt, dat vooral gericht was op de bruggen over de Maas en de haven van Antwerpen, werd de Amerikaanse 551st Parachute Infantry Battalion opgeroepen om naar het Ardense bos te trekken (16 december). Op de spoorwegovergang in Leignon verloor hij op 23 december de controle over zijn truck die in een berm gleed. Hij kreeg de opdracht om te wachten op een takelvoertuig en eventueel zijn vrachtwagen in brand te steken om te vermijden dat die in Duitse handen zou vallen. 
Hij kreeg onderkomen bij de inwoners van Leignon en wachtte daar op de sleepwagen. In plaats van hulp kwam de vijand op 23 december. Geconfronteerd met elementen van de 2. SS-Panzer-Division Das Reich, stak de Amerikaanse soldaat zijn voertuig in brand en slaagde er 's avonds in om twee vijandelijke pantservoertuigen uit te schakelen, een mitrailleurnest te neutraliseren en drie Duitse soldaten te doden. Op kerstdag werd hij ontzet door medestrijders.